# Nana (pictură)
Nana  este o pictură în ulei pe pânză din 1877 a pictorului francez Édouard Manet. Acesta a fost finalizat în 1877 și a fost refuzat la Salonul din Paris din același an. Manet a decis să-și prezinte tabloul în fereastra unui magazin de pe Boulevard des Capucines, una dintre străzile principale ale Parisului. Tabloul a atras atenția tuturor în timpul expoziției sale, datorită faimei lui Manet la Paris. Lucrarea se află acum la muzeul de artă Kunsthalle Hamburg din Germania.

## Descriere
Tabloul arată o femeie tânără și frumoasă, care stă în fața unei oglinzi unde se află două lumânări stinse, cu fața întoarsă spre privitor. Rochia ei este incompletă; poartă o cămașă albă, corset albastru, ciorapi de mătase și încălțăminte cu toc înalt. Interiorul sugerează că este un budoar. În spatele femeii se află o canapea cu două perne. Un bărbat elegant îmbrăcat, așezat pe canapea, poate fi văzut parțial în dreapta tabloului. În partea stângă, există un scaun, o masă și un ghiveci de flori.

## Interpretări
Atât titlul, cât și numeroasele detalii sugerează că imaginea reprezintă o prostituată de înaltă clasă și clientul ei. „Nana” a fost un nume popular asumat pentru prostituatele de sex feminin în a doua jumătate a secolului al XIX-lea (la fel ca și conotația „Candy” pe care a avut-o pentru vorbitorii de engleză mai recent). Chiar și astăzi, cuvântul francez „nana” este folosit pentru a descrie o femeie frivolă.

## Recepția
Manet a vrut să prezinte tabloul la Salonul din Paris, dar a fost respins pentru că era considerat a fi disprețuitor față de moralitatea vremii. Societatea franceză nu era pregătită pentru astfel de reprezentări sincere ale prostituției, iar criticii nu vedeau calitățile artistice ale operei, ci se concentrau doar pe scena reprezentată. Unul dintre apărătorii lui Manet a fost Émile Zola, care în 1880 a publicat un roman cu același nume ca al nouălea volum al seriei Les Rougon-Macquart. Cu toate acestea, nu există dovezi clare de inspirație reciprocă în alegerea temei și a titlului, deoarece cartea a fost publicată trei ani mai târziu. Probabil că Manet a găsit inspirație în L'Assommoir, cartea precedentă a lui Zola, în care personajul Nana apare pentru prima dată.